# Fernando Merino Boves
Fernando Merino Boves (Madrid, 1931 - 2006) fou un director de cinema espanyol, germà del director de fotografia Manuel Merino Boves i del també cineasta José Luis Merino Boves. Va començar com a ajudant de direcció de nombroses pel·lícules fins a mitjans de la dècada dels anys seixanta. Gràcies a la seva amistat amb el productor José Luis Dibildos va poder dirigir la seva primera pel·lícula, "Lola, espejo oscuro" (1965), sobre la famosa obra de Darío Fernández Flórez, i que va tenir problemes amb la censura. Va dirigir un total de 18 pel·lícules durant els anys 1960 i 1970, i en 1978 també va dirigir un episodi de la sèrie Curro Jiménez. En 1982 va fer d'actor a la pel·lícula Nacional III de Luis García Berlanga.

## Filmografia
- Lola, espejo oscuro (1965)
- Amor a la española (1967)
- La dinamita está servida (1968)
- Los subdesarrollados (1968)
- La que arman las mujeres (1969)
- Turistas y bribones (1969)
- Con la música a otra parte (1970)
- Los días de Cabirio (1971)
- No desearás la mujer del vecino (1971)
- Préstame 15 días (1971)
- Pisito de solteras (1972)
- Qué noche de bodas, chicas! (1972)
- El padrino y sus ahijadas (1973)
- Dick Turpin (1974)
- El Comisario G (1975)
- El erotismo y la informática (1975)
- Amor casi... libre (1976)
- Réquiem por un empleado (1977)

## Premis
Medalles del Cercle d'Escriptors Cinematogràfics
| Any  | Categoria             | Pel·lícula          | Resultat  |
| ---- | --------------------- | ------------------- | --------- |
| 1965 | Premi Antonio Barbero | Lola, espejo oscuro | Guanyador |